# Raoul de Diceto

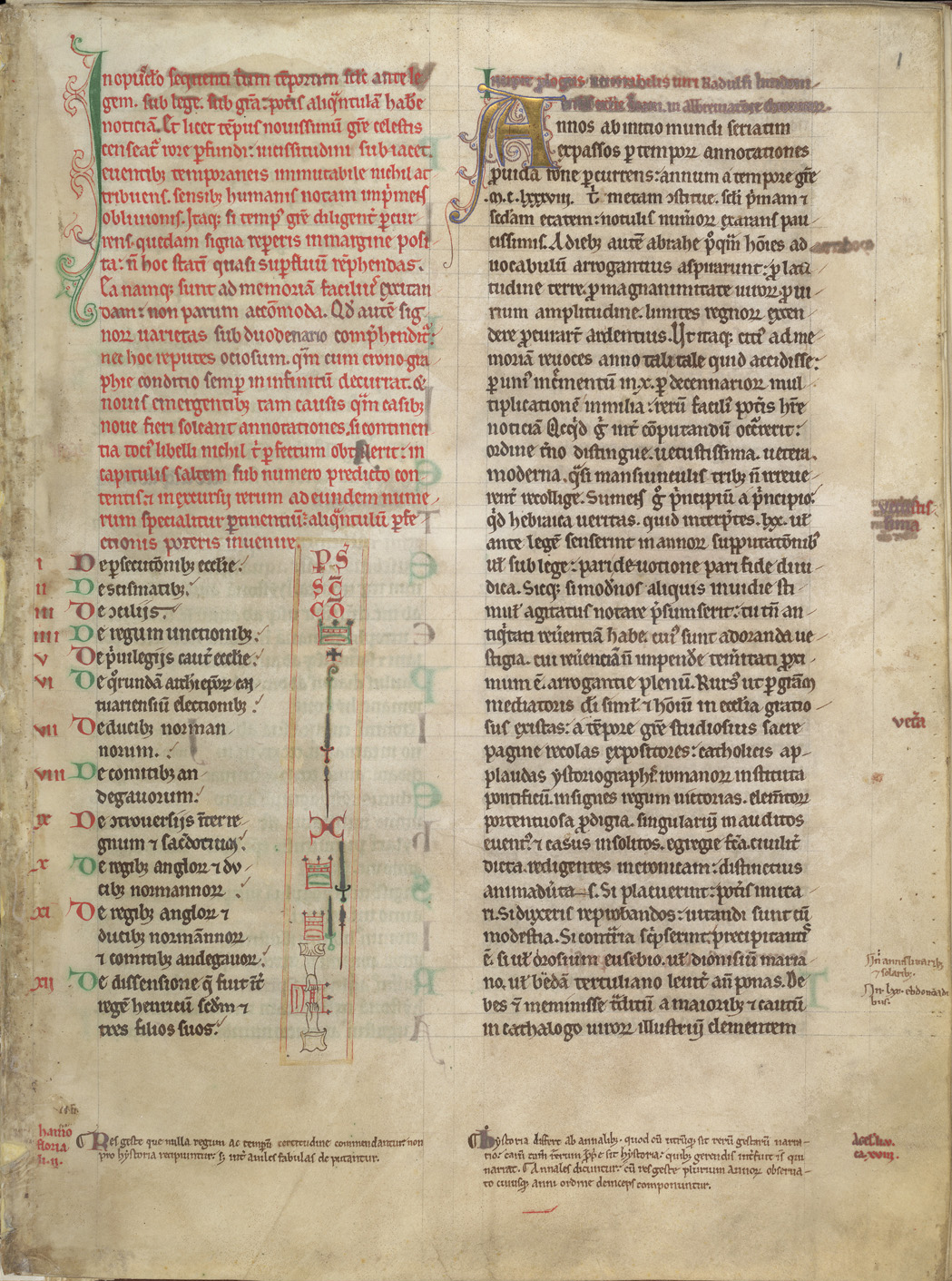
Page de titre des Ymagines Historiarum dans le codex conservé à l'Abbaye de St Albans. Les notules marginales sont une innovation de Raoul de Dicet.

Raoul de Diceto (Ralph de Diceto en anglais) († 1199 ou 1200) est un ecclésiastique,  archidiacre du Middlesex puis doyen de la cathédrale Saint-Paul de Londres, et un chroniqueur.

## Biographie
Il naquit vraisemblablement entre 1120 et 1130. On ne sait rien de sa parentèle ni de ses origines. Il est mentionné pour la première fois en 1152, lorsqu'il devient archidiacre du Middlesex. L'assertion commune selon laquelle il devait son nom à la ville de Diss dans le Norfolk est pure conjecture. Pour l'historien du XIXe siècle William Stubbs, Dicetum est la latinisation d'un lieu qui ne possédait pas alors de vrai nom latin. Pour lui, il s'agit probablement d'un des trois lieux nommés Dissay ou Dissé dans le Maine. Mais des recherches récentes ont montré que son toponyme a parfois la forme Dysci et Dici, ce qui montrerait que le lieu d'origine serait proche de « Diss ». Cela pourrait donc être une forme latinisée de Dici ou Dizy, noms de lieux que l'on retrouve en Picardie, Bourgogne ou Champagne. 
En 1152, Raoul était déjà passé maître ès arts; il avait apparemment étudié à Paris. Sa réputation de savant intègre était établie ; il était considéré respectueusement et favorablement par Arnulf de Lisieux et Gilbert Foliot (ensuite de Londres), deux des évêques les plus éminents de leur époque. 
Assez naturellement, l'archidiacre prit lors des débats avec Thomas Becket sur les Constitutions de Clarendon la même position que celle de ses amis.   
Bien que son récit soit neutre et qu'il ait été de ceux qui montrèrent quelque sympathie pour Becket au concile de Northampton (1164), la correspondance de Raoul montre qu'il considérait la conduite de l'archevêque comme irréfléchie et qu'il a donné des conseils à ceux que Becket considérait comme ses principaux ennemis. 
Raoul fut choisi, en 1166, comme délégué des évêques anglais quand ils protestèrent contre les excommunications lancées par Becket. Mais, au-delà de cet épisode, qu'il omet, de façon caractéristique, de rapporter, il resta à l'arrière-plan. L'impartialité naturelle de son intellect a été accrue par une certaine timidité, ce qui n'est pas moins évident dans ses écrits que dans sa vie. 
Vers 1180, il devint doyen de Saint-Paul. Dans ce poste, il se distingua en gérant avec prudence les biens de la cathédrale, en rétablissant la discipline du chapitre, et en construisant à ses frais un doyenné. Érudit et homme d'un grand savoir, il montra une préférence marquée pour les études historiques, et c'est au moment où on le choisit pour le décanat qu'il commença à recueillir du matériel pour l'histoire de son temps. 
Ses relations amicales avec Richard fitz Nigel, le successeur de Foliot au siège épiscopal de Londres, avec Guillaume Longchamp, le chancelier de Richard Cœur de Lion, et avec Gautier de Coutances, l'archevêque de Rouen, lui fournirent d'excellentes opportunités de recueillir des renseignements.

## Œuvre
Ses deux principaux ouvrages, les Abbreviationes Chronicorum et les Ymagines Historiarum, couvrent l'histoire du monde depuis la naissance du Christ jusqu'à l'an 1202. Le premier, qui se termine en 1147, montre son érudition et son travail, mais il se fonde presque entièrement sur des sources déjà existantes. Le dernier, qui commence sous la forme d'une compilation de Robert de Monte et des lettres de Foliot, commence à faire autorité de façon originale vers 1172, et devient un témoignage contemporain vers 1181. Pour la précision et l'exhaustivité du détail, les Ymagines n'atteignent aux chroniques ni de l'Abbas Benedictus, ni de Roger de Hoveden. 
Bien qu'« annaliste », Raoul commet des négligences en termes de chronologie, et les documents qu'il incorpore, même s'ils sont souvent importants, ne sont choisis selon aucun principe. Il a un piètre sens du style mais montre une extraordinaire perspicacité quand il s'aventure à discuter d'une situation politique. C'est pourquoi, et en raison des détails par lesquels elles complètent les chroniques plus importantes de la période, les Ymagines constituent une source précieuse quoique secondaire.
Ses ouvrages relatent l'essor des dynasties d'Anjou et de Normandie dont les Plantagenêts sont issus ; il relie également ceux-ci aux légendes du cycle arthurien . La dénomination « Capétien » est apparue pour la première fois sous sa plume.

### Traduction
- (en) « Diceto, Ralph de », dans Encyclopædia Britannica [détail de l’édition], 1911 (lire sur Wikisource).

### Sources
- J. F. A. Mason, « Diceto, Ralph de (d. 1199/1200) », Oxford Dictionary of National Biography, Oxford University Press, 2004.